# Diario segreto di un viaggio a New York
Diario segreto di un viaggio a New York (Diários de Intercâmbio) è una commedia brasiliana del 2021 diretta da Bruno Garotti e scritta da Sylvio Gonçalves e Bruno Garotti. È interpretato da Larissa Manoela, Thati Lopes, Bruno Montaleone e Emanuelle Araújo.

## Trama
Bárbara e Taila sono due amiche che optano per un programma di scambio negli Stati Uniti, senza immaginare le sfide e lo shock culturale che stanno per affrontare. Abituata ai vantaggi della casa di sua madre, Bárbara ha una nuova esperienza facendo i lavori domestici per la sua severa hostess. Taila, donna di protesta e spirito libero, vive con una coppia patriottica e conservatrice. Nonostante le difficoltà, le due donne troveranno l'amore, l'amicizia e vivranno momenti indimenticabili.

## Produzione
Il 16 gennaio 2020 sono iniziate le riprese del film, le prime scene sono state girate all'aeroporto di Rio de Janeiro-Galeão-Antônio Carlos Jobim, a Rio de Janeiro, e in varie località della città di Niterói, come le spiagge di Icaraí e Charitas e il Parque da Cidade. La troupe e il cast si sono recate poi a New York per girare le altre scene.
Il 21 gennaio 2020 Paris Filmes ha pubblicato le prime immagini del film sui propri social network.

## Distribuzione
Il film è stato distribuito sulla piattaforma Netflix dal 18 agosto 2021.